# Natalie Wood
Natalie Wood, (rojena kot Natalia Nikolaevna Zakharenko), ameriška filmska igralka, * 20. julij 1938, San Francisco, † 29. november 1981, otok Santa Catalina, Kalifornija, ZDA.
Natalie Wood je bila sprva otroška igralka; v 60.letih 20. stoletja pa je postala popularna filmska zvezda, ki je nastopila v več znanih filmih: Upornik brez razloga (1955), Razkošje v travi (1960), Zgodba z zahodne strani (1961), Največja dirka okoli sveta (1965) in drugih. 